# Open Hearts
«Open Hearts» es una canción del cantante y compositor canadiense The Weeknd. Se lanzó el 31 de enero de 2025 a través de  XO y Republic Records como la séptima pista de su sexto álbum de estudio, Hurry Up Tomorrow. 
El tema fue escrito y producido por el propio artista junto a Max Martin y Oscar Holter. Antes de su estreno oficial, tuvo un lanzamiento limitado el 14 de noviembre de 2024 como parte de la experiencia inmersiva The Weeknd: Open Hearts, disponible exclusivamente en la aplicación Apple TV para el Apple Vision Pro. Se trató del primer vídeo musical diseñado específicamente para el dispositivo.

## Video musical

### Producción
El videoclip fue filmado íntegramente en un formato de 180 grados y dirigido por Anton Tammi, quien previamente había trabajado en el vídeo del entonces sencillo principal «Dancing in the Flames» (2024). Se convirtió en el primer vídeo musical exclusivo para el Apple Vision Pro y fue estrenado el 14 de noviembre de 2024. Posteriormente, el 3 de febrero de 2025, el videoclip se publicó en YouTube.
Por su parte, Apple describió The Weeknd: Open Hearts como «una experiencia musical inmersiva sin precedentes», destacando su uso de Apple Immersive Video y Spatial Audio para situar al espectador «en el centro de la acción». Tor Myhren, vicepresidente de marketing de Apple, afirmó que el proyecto «da vida a la visión creativa de The Weeknd de una manera completamente nueva».

### Trama
En el vídeo, The Weeknd enfrenta sus propios demonios en un entorno oscuro y siniestro. La historia comienza con él atado a una camilla dentro de una ambulancia, mientras los paramédicos, representados con ojos brillantes de color naranja, sugieren una presencia inquietante y sobrenatural. A medida que avanza, la narrativa transcurre desde una carretera desértica hasta las calles de Los Ángeles. La escena final lo muestra frente a un líder de apariencia sectaria en una sala repleta de criaturas con ojos resplandecientes. Al descubrir que este líder es una versión más oscura de sí mismo, el vídeo refuerza las temáticas de lucha interna y confrontación personal presentes en la canción.

## Presentaciones en vivo
El 24 de enero de 2025, ABC anunció que The Weeknd se presentaría en el programa de entrevistas Jimmy Kimmel Live! el 30 de enero, un día antes del lanzamiento de Hurry Up Tomorrow. Durante la actuación de «Open Hearts», un muñeco animado en stop-motion lo guió a través de una puerta hacia un mundo animado de aspecto siniestro, similar a los visuales promocionales revelados en julio de 2024. En esa dimensión, el propio The Weeknd se transformó en una figura de stop-motion y pareció ahogarse en un líquido misterioso, enlazando con los eventos del videoclip de «Red Terror».